# Edward Przewóski
Edward Przewóski (ur. 29 grudnia 1851 w Siedlcach, zm. 20 maja 1895 w Kijowie) – polski adwokat, krytyk literacki, publicysta i działacz polityczny.

## Życiorys
Uczęszczał do gimnazjum w Siedlcach i Lublinie, później studiował prawo na Uniwersytecie Warszawskim. Naukę kontynuował w Wyższej Szkole Rolniczej w Żabikowie, studiował również ekonomię polityczną.
Po powrocie do Warszawy w 1875 zdawał na aplikację adwokacką. Ze względu na jego socjalistyczne zapatrywania władze Monarchii Austriackiej, w której mieszkał od 1879, odstawiły go konwojem do granicy ze Szwajcarią. Przez kilka lat przebywał na emigracji w Genewie i Paryżu. Nie wrócił do Galicji – osiadł w Humaniu i Kijowie, gdzie od 1894 pracował jako guwerner. Pisywał do lokalnej prasy kijowskiej, głównie artykuły o tematyce ekonomicznej.

## Twórczość
Zajmował się głównie pisarstwem krytycznym. Jego najważniejsze dzieło to dwutomowa Krytyka literacka we Francji, wydana pośmiertnie w 1899 przez Antoniego Langego. W książce tej zebrane zostały studia o współczesnych kierunkach francuskiej krytyki naukowej, naturalistycznej, impresjonistycznej drukowane wcześniej w czasopismach. Napisał też rozprawę Maurycy Mochnacki jako krytyk literatury (1894).